# 언패뷸러스
《언패뷸러스》(영어: Unfabulous)는 2004년부터 2007년까지 방영된 시트콤이다.